# Bavia smedleyi
Bavia smedleyi là một loài nhện trong họ Salticidae. Loài này thuộc chi Bavia. Bavia smedleyi được Eduard Reimoser miêu tả năm 1929.